# La deuda interna
La deuda interna é um filme de drama argentino de 1988 dirigido por Miguel Pereira. Foi selecionado como representante da Argentina à edição do Oscar , organizada pela Academia de Artes e Ciências Cinematográficas.

## Elenco
- Juan José Camero - Lehrer
- Gonzalo Morales - Verónico Cruz
- Fortunato Ramos - Castulo Cruz